# ياكوب نيكاس
ياكوب نيكاس (بالتشيكية: Jakub Nečas)‏ هو لاعب كرة قدم تشيكي في مركز الهجوم، ولد في 26 يناير 1995 في براغ في التشيك. لعب مع بوهيميانز 1905 وسبارتا براغ.

## وصلات خارجية
- ياكوب نيكاس على موقع قاعدة بيانات كرة القدم.إي يو (الإنجليزية)
- ياكوب نيكاس على موقع Soccerway.com (الإنجليزية)